# Дамери (Сома)
Дамери (фр. Damery) насеље је и општина у североисточној Француској у региону Пикардија, у департману Сома која припада префектури Мондидје.
По подацима из 2011. године у општини је живело 219 становника, а густина насељености је износила 45,34 становника/km². Општина се простире на површини од 4,83 km². Налази се на средњој надморској висини од 110 метара (максималној 101 m, а минималној 88 m).

## Демографија
| 1962. | 1968. | 1975. | 1982. | 1990. | 1999. | 2011. |
| ----- | ----- | ----- | ----- | ----- | ----- | ----- |
| 209   | 218   | 176   | 184   | 178   | 179   | 219   |

График промене броја становника у току последњих година